# Biblisches Aramäisch
Das biblische Aramäisch ist eine Ausprägung der aramäischen Sprachen, wie sie an einigen Textstellen des Tanach bzw. des Alten Testaments statt des Hebräischen verwendet wird. Der Begriff umfasst Sprachformen aus verschiedenen Jahrhunderten, die sich geringfügig unterscheiden. Das biblische Aramäisch ist nicht zu verwechseln mit den in späterer Zeit entstandenen Targumim, aramäischen Übersetzungen ursprünglich hebräischer oder griechischer Bibeltexte.

## Schrift
Das biblische Aramäisch benutzt in den von den Masoreten überlieferten Texten die hebräische Schrift, das heißt:
- Es wird von rechts nach links geschrieben.
- Ursprünglich gibt es Buchstaben lediglich zur Darstellung von Konsonanten.
- Vier dieser Buchstaben können als matres lectionis benutzt werden, um einen Vokal anzudeuten.
- Die übrigen (vor allem die kurzen) Vokale wurden überhaupt nicht graphisch ausgedrückt und erst von den Masoreten im Mittelalter durch ein System aus Punkten und Strichen über und unter den unverändert bleibenden Konsonantenzeichen ergänzt.
Auf dieser Seite wird die folgende Umschrift für Konsonanten verwendet:

| Hebräischer Buchstabe (Hebräischer Name) | Umschrift  | Lautschrift (IPA)                         |
| ---------------------------------------- | ---------- | ----------------------------------------- |
| א (Alef)                                 | ʔ = 'Alef' | [ʔ] (Knacklaut = Glottisverschluss) *     |
| ב (Bet)                                  | b / B      | [b / v]                                   |
| ג (Gímel)                                | g / G      | [g / γ]                                   |
| ד (Dálet)                                | d / D      | [d / ð]                                   |
| ה (He)                                   | h          | [h]                                       |
| ו (Waw)                                  | w          | ? [w] (englisches 'w')                    |
| ז (Zájin)                                | z          | [z] (stimmhaftes 's')                     |
| ח (Ħet)                                  | ħ          | [ħ] (pharyngales 'h')                     |
| ט (Ŧet)                                  | ŧ          | [tˁ] (emphatisches 't')                   |
| י (Jod)                                  | j          | [j]                                       |
| כ = ך... (Kaf)                           | k / K      | [k / x]                                   |
| ל (Lamed)                                | l          | [l]                                       |
| מ = ם... (Mem)                           | m          | [m]                                       |
| נ = ן... (Nun)                           | n          | [n]                                       |
| ס (Sámech)                               | s          | [s]                                       |
| ע (Áyin)                                 | ʕ = 'Ajin' | [ʕ] (pharyngalisierter Glottalverschluss) |
| פ = ף... (Pe)                            | p / P      | [p / f]                                   |
| צ = ץ... ((T)sadé)                       | c          | emphatisches s                            |
| ק (Qof)                                  | q          | [q] (uvulares 'k')                        |
| ר (Resch)                                | r          | [r]                                       |
| שׁ :ש (Schin)                             | š          | [ʃ] (deutsches 'sch')                     |
| שׂ :ש (Sin)                               | ś          | ? [s]                                     |
| ת (Tau)                                  | t / T      | [t / θ]                                   |

(*) Um eine Verwechslung zwischen den IPA-Zeichen (für Glottisverschluss ~ Alef) und [ʕ] (für pharyngalisierten Glottisverschluss ~ Ayin) zu vermeiden, wird ersteres Zeichen im Folgenden hochgestellt (ʔ).
Zu beachten ist ferner:
- Kaf, Mem, Nun, Pe und Tzade haben eine besondere Form am Wortende, siehe dazu Spalte 1.
- Die Aussprache der Plosive b, d, g, p, t, k hängt von ihrer Position im Wort ab: nach Vokal werden sie oft spirantisch, d. h. [v, ð, γ, f, θ, x] gesprochen. Die spirantische Aussprache wird in der hier verwendeten lateinischen Umschrift der aramäischen Schriftzeichen durch Großbuchstaben (B, D, G, P, T, K) ausgedrückt.
- ה (He) am Wortende wird nicht immer ausgesprochen; in punktierten Texten wird ausgesprochenes [h] durch einen Punkt markiert: הּ.
- Die Buchstaben י ,ו ,ה ,א (Aleph, He, Waw, Jod) dienen auch zur Andeutung von Vokalen, sie haben dann eine andere Aussprache als in der Tabelle angegeben ist:
  - א (Aleph) steht für einen beliebigen lange Vokal, am Wortende meist /â/.
  - ה (He) bezeichnet am Wortende [a:], [e:], [æ:] oder [o:].
  - י (Jod) bezeichnet [i:], [e:] oder [æ:].
  - ו (Waw) bezeichnet [o:] (punktiert: וֹ) oder [u:] (punktiert: וּ).
- Steht am Wortende ein ח (Ħet) oder ע (Ajin), dem ein anderer Vokal als â (ָ) vorausgeht, wird ein kurzes [a] eingeschoben: Das Wort רוח (RWĦ) „Wind, Geist“ beispielsweise wird [ru:aħ] gesprochen und in punktierter Schreibweise als רוּחַ (!) dargestellt.
- Langes /â/ (ָ) wird wie in der askenasischen Aussprache des Hebräischen als [ɔ:] (das ist offenes 'o') gesprochen.
- Auskunft über die Aussprache der masoretischen Vokalzeichen gibt die Seite Masoretische Vokalisation. Als Umschrift für Vokalzeichen und Kombinationen gilt im Folgenden:
  -  אַ /a/, אֲ /a/
  -  אָ /â/ ([ɔ:]), אֳ/o/
  -  אֶ /æ/, אֱ /æ/
  -  אֵ /e/, אֵי /ê/, אְ (Schwa) /e/
  -  אִ /i/, אִי /î/
  -  אֹ /o/, וֹ /ô/
  -  אֻ /u/,וּ /û/
  - Das Schwa-Zeichen ( אְ  /e/) kann nach bestimmten Silbengesetzen auch anzeigen, dass ein Konsonant von gar keinem Vokal gefolgt wird!
- Die Betonung liegt in den meisten Fällen auf der letzten Silbe, bei einigen Wörtern liegt sie auf der vorletzten Silbe.

## Grammatik

### Lautgesetze
1. Spirantisierung: Die nicht-emphatischen Plosive werden nach Vokal meist zu Spiranten: b→[v], d→[ð], g→[γ], p→[f], t→[θ], k→[x]; dies geschieht auch wortübergreifend in engen Wortverbindungen (die bei den Masoreten durch einen hochgestellten Strich ¯ markiert werden) und sogar dann, wenn der die Spirantisierung hervorrufende Vokal selbst nicht mehr gesprochen wird. Zumindest für t gilt die Aussprache [θ] im Wortinnern auch nach j.
2. Patach furtivum: Vor auslautendem Ħet (ח) oder Ayin (ע) wird – nach einem anderen Vokal als â – ein zusätzliches [a] eingeschoben: /rûħ/ = ['ru:aħ].
3. Glottisverschluss ([ʔ]) am Silbenende schwindet unter Ersatzdehnung: /aʔ./ > ā, /iʔ./ > ē.
4. Geminierte Konsonanten werden im Auslaut vereinfacht.
  1. n wird oft dem Folgekonsonanten assimiliert; Gemination entsteht häufig durch Einschub eines n.
  2. Geminierte Konsonanten werden oft vor einem Schwa zu einem einfachen Konsonanten und das Schwa entfällt dann.
5. /jī/ > ʔi
6. Kurze Vokale werden vor auslautendem Resch, Ħet oder Ayin zu /a/.

### Verben
Konjugation im Aorist:
| Person   | Qal Aktiv  | Hitpe´el:   |
| -------- | ---------- | ----------- |
| ich      | * ʔi-KtuB  | ʔiT-keTiB   |
| du (m.)  | ti-KtuB    | tiT-keTiB   |
| er       | ji-KtuB    | jiT-keTiB   |
| sie      | =du (m.)   | =du (m.)    |
| wir      | ni-KtuB    | niT-keTiB   |
| ihr (m.) | ti-KteB-ûn | tiT-kaTB-ân |
| sie (m.) | ji-KteB-ûn | jiT-kaTB-ûn |
| sie (m.) | ji-KteB-ân | jiT-kaTB-ân |

## Textstellen
In aramäischer Sprache sind folgende Stellen des Alten Testaments verfasst (mit zunehmendem Alter):
- Daniel 2,4b bis 7,28.
- Esra 4,8 bis 6,18 und Esra 7,12 bis 7,26.
- Jeremia 10,11.
- 1. Mose (Genesis) 31,47.

Eventuell aramäisch könnten sein:
- 1. Mose (Genesis) 15,1.
- 4. Mose (Numeri) 23,10.
- Hiob 36:2a.

### Jeremia 10,11
- In hebräischen Schriftzeichen: כדנה תאמרון להום אלהיא די¯שמיא וארקא לא עבדו יאבדו מארעא ומן¯תחות שמיא
- Umschrift: kdnh tʔmrwn lhwm ʔlhjʔ di-šmjʔ wʔrqʔ lʔ ʕbdw jʔbdw mʔrʕʔ wmn-tħwt šmjʔ
- Phoneme: /kidnā temrūn lehōm ʔælāhajjā dīšmajjā weʔrqā lā ʕabdū meʔarʕā ūmin-teħōt šemajjā/
- Aussprache: [kiðˈnɔ: ˌtemˈru:n ləho:m ʔæˌlɔ:hajˈjɔ: ˌdi:šmajˈjɔ: wəʔarˈqɔ: lɔ: ʕavˈðu: jevˈðu: ˌmeʔarˈʕɔ: u:mintəˈχo:θ šəmajˈjɔ:]
- Wörtliche Übersetzung: So sagt zu ihnen: Götter, welche den Himmel und die Erde nicht machten, werden vertilgt von der Erde und von unter dem Himmel
- Übersetzung nach Luther (revidiert 1912): „So sprecht nun zu ihnen also: Die Götter, die Himmel und Erde nicht gemacht haben, müssen vertilgt werden von der Erde und unter dem Himmel.“

Anschließend folgt ein nicht in die Übersetzungen übernommenes hebräisches  אלה  [ˈʔel:æ:] „dies“ in der Bedeutung: „soweit [reicht die aramäische Glosse]“.

### Genesis 31,47
Dieser Vers lautet nach Luther (revidiert 1984): „Und Laban nannte ihn Jegar-Sahaduta, Jakob aber nannte ihn Gal-Ed.“ Labans Bezeichnung „Jegar-Sahaduta“ ist Aramäisch für „Steinhaufen des Zeugnisses“:
- In hebräischen Schriftzeichen: ...יגר שהדותא...
- Phoneme: /jegar śāhadūtā/
- Aussprache: [jəˈγar ˌsɔ:haðu:ˈθɔ:]
- Wörtliche Übersetzung: Steinhaufen Zeugnis.das (Zeugnis=שַׂהֲדוּ/)

Jakobs Bezeichnung „Gal-Ed“ (גל עד) bedeutet „Steinhaufen des Zeugen“ (Steinhaufen, der als Zeuge dient) auf Hebräisch.

### Hiob 36,2a
- In Quadratschrift: כתר־לי זעיר ואחוך
- Aussprache laut den Masoreten: [kat:ar li: zəʕe:r waʔaħaw:æxɔ:]
- Übersetzung nach Luther (1912): „Harre mir noch ein wenig, ich will dir's zeigen“.

Dieser Vers ist nach Rashi's Kommentaren aramäisch. Die Lemmata KTR „bleiben, erwarten“ und ĦWH „anzeigen, verkünden“ sind aramäisch; LJ „mir“ und ZʕJR „klein (aram.), ein wenig (hebr.)“ können beiden Sprachen entstammen.

### Numeri 23,10
Der erste Teil dieses Verses lautet nach Luther (1912): „Wer kann zählen den Staub Jakobs und die Zahl des vierten Teils Israels?“

Das vorletzte Wort, רבע /roBaʕ/, wird gewöhnlich als „Viertel“ übersetzt; in Rabbi Joseph Hertz’ Kommentaren zu diesem Vers zitiert er einen unbekannten Schüler, der hierin ein aramäisches Wort für „Staub“ lesen will, und fügt eine Feststellung von Benno Jacob hinzu, wonach auch im Aramäischen der palästinensischen Christen das Wort רבע gleichbedeutend mit „Staub“ ist.

### Genesis 15,1
Der erste Teil dieses Verses lautet nach der 'Neuen evangelistischen Übersetzung': „Nach diesen Ereignissen empfing Abram folgende Botschaft Jahwes in einer Vision“.

Das vorletzte Wort במחזה  /ba-maħaze/ „in einem Gesicht“ ist laut Zohar (I:88b) aramäisch, denn auf Hebräisch müsste es במראה (ba-marʔe) lauten.

## Sprachvergleiche

### Biblisches Aramäisch diachron
- Jeremia 10, 11 verwendet das ältere אַרְקָא [ˈʔarqɔ:] statt des jüngeren אַרְעָא [ˈʔarʕɔ:] in Daniel und Esra.
- Die Form הימּוֹן [him:o:n] sie (3. Pl. m.) bei Daniel scheint jünger als הימּוֹ [him:o:] bei Esra zu sein.
- Esra verwendet ältere Possessivsuffixe als Daniel:
  - Bei Esra: כֹם... /kom/ euer (2. Pl. m.) > bei Daniel:  כוֹן... /kôn/.
  - Bei Esra: הֹם... /hom/ neben jüngerem הוֹן... /hôn/ ihr (3. Pl. m.) > bei Daniel steht nur letztere Form.

### Biblisches Aramäisch und Hebräisch

#### Gemeinsamkeiten
- Es gibt die gleichen Laute und ähnliche Lautgesetze (z. B. Patach Furtivum und Chateph-Vokale).
- Es gibt zwei Aspekte: Imperfekt und Perfekt, mehrere Stammformen und sowohl vorangestellte als auch angehängte Personensuffixe.
- Es gibt einen bestimmten, aber keinen unbestimmten Artikel.
- Es gibt keine Deklination nach Kasus mehr.
- Einige vorangestellte Präpositionen und Partikeln verschmelzen mit dem nachfolgenden Wort und verändern sich dabei (/wa/ „und“, /be/ „in“, /ke/ „wie“ und andere).
- Possessiv- und Personalpronomen als Objekt werden durch Suffixe ausgedrückt.
- Es gibt die drei Numeri Singular, Plural und Dual.
- Bei den Personalpronomen und Personensuffixen wird auch in der 2. Person (du/ihr) zwischen männlich und weiblich unterschieden.
- Am Wortende schwankt im Aramäischen die Schreibweise zur Darstellung eines /â/ zwischen א und ה.

#### Unterschiede
- Der Hebräische definite Artikel ist ein Präfix (/ha.../), der aramäische ein Suffix (/...â/).
- Das Aramäische entwickelte aus dem protosemitischen Relativpronomen /*ðî/ eine Partikel für Genitivkonstruktionen.
- Im Status Absolutus verlieren weibliche Substantive mit einer besonderen Femininendung das auslautende /t/.
- Auslautendes m wird im Aramäischen in immer mehr Morphemen n.
- Einige ähnliche Wörter (aramäisch ~ hebräisch):  אֱלָהּ /ælâh/ ~ אֱלוֹהַ /æˈlôah/ (häufiger ist hebräisch אֵל /el/) „Gott“, טָב /ŧâB/ ~ טוֹב /ŧôB/ „gut“, שְׁמַיָּא /šemajjâ/ ~ שָׁמַיִמ /šâˈmajim/ „Himmel“, שְׁמֵשׁ /šemeš/ ~ שֶמֶשׁ /ˈšæmæš/ „Sonne“.

#### Lautentsprechungen
In gewissen Fällen entsprechen sich die folgenden aramäischen, hebräischen und arabische Laute (teilweise ist der gemeinsame ursemitische Ursprung mit angegeben):
| Aramäisch                                              | Hebräisch | Beispiel Aramäisch         | Beispiel Hebräisch    | Beispiel Arabisch                    | Bedeutung            |
| ------------------------------------------------------ | --------- | -------------------------- | --------------------- | ------------------------------------ | -------------------- |
| /t/ < ursem. *θ                                        | /š/       | תּוֹר tôr יתב jeTiB          | שׁוֹר šôr ישׁב jâšaB     | ثَوْرٌ ṯawr وثب waṯaba (Altsüdarabisch) | Rind er setzte sich  |
| /d/ < ursem. *ð                                        | /z/       | דהב dehaB דבח deBaħ        | זהב zâhâB זבח zâBaħ   | ذَهَبٌ ḏahab ذَبَحَ ḏabaḥa                 | Gold er opferte      |
| /ŧ/ < ursem. *θ´                                       | /c/       | קיט qájiŧ נטר neŧar        | קיץ qájic נצר nâcar   | قَيْظ qaiẓ ناصَرَ nāṣara                 | Sommer er bewahrte   |
| /ʕ/ < ursem. *ð´                                       | /c/       | ארעא arʕ-â (*) רעע Rʕʕ     | הארץ hâ-ˈâræc רצץ RCC | أَرْض arḍ رَضَّ raḍḍa                     | die Erde zertrümmern |
| Kurzvokal < ursem. kurze geschlossene betonte Endsilbe | Langvokal | דְּהַב dehâB < ursem. *ðahab  | זָהָב zâhâB             | ذَهَبٌ ḏahab                            | Gold                 |
| Schwa/Chateph-Vokal < ursem. kurze Vortonsilbe         | Langvokal | עֲלַע ʕalaʕ < ursem. *ð´ilaʕ | צֵלָר celâʕ             | ضِلْع ḏilʕ                             | Rippe                |
| â < ursem. betontes â                                  | ô         | תְּלָת telâT < ursem. *θalâθ  | שָׁלוֹשׁ šâlôš            | ثَلاَثَة ṯalâṯa                         | drei                 |

(*) Bei Jesaja steht älteres /arqâ/